# Eremocaulon aureofimbriatum
Eremocaulon aureofimbriatum är en gräsart som beskrevs av Thomas Robert Soderstrom och Ximena Londoño. Eremocaulon aureofimbriatum ingår i släktet Eremocaulon och familjen gräs. Inga underarter finns listade i Catalogue of Life.